# Werner Schmidt-Boelcke
Werner Schmidt-Boelcke   (Warnemünde, 28 de juliol de 1903 - Gauting, 5 de novembre de 1985) fou un director d'orquestra i un compositor de bandes sonores per al cinema.

## Biografia
Era fill del pianista de concert Alfred Schmidt (-Badekow) va rebre classes de piano a l'escola de música acadèmica de la seva mare durant els seus anys d'institut. Als 14 anys va participar en representacions escolars públiques amb el nom de Schmidt-Boelcke (amb el nom del segon marit de la mare). A partir del 1920 va assistir al Conservatori Stern de Berlín amb la intenció de convertir-se en pianista de concert. Després de graduar-se a l'agost de 1923, Willy Schmidt-Gentner el va contractar com a segon director d'orquestra. Com a director de cinema mut, va treballar primer al "Meinhardt-Bernauer-Bühnen" de Berlín i després al "Phöbus-Palast" de Múnic.
El 1928 es va convertir en director titular de tots els cinemes de la companyia cinematogràfica de Múnic, "Emelka", al mateix temps que va dirigir al voltant de 50 pel·lícules al Capitol-Lichtspielhaus de Berlín durant la projecció de cinema mut. També va escriure algunes de les partitures originals que van tocar als cinemes orquestres o pianistes. També el 1928 va dirigir per primera vegada a la ràdio al Vox-Haus de Berlín.
El 1929 va compondre la banda sonora de la primera pel·lícula sonora alemanya Dich hab'ich loved. El 1934 es va convertir en el primer Kapellmeister al "Metropoltheater" de Berlín, que a partir del 1939 també incloïa "l'Admiralspalast". L'ocupació principal de Schmidt-Boelcke va romandre fins al final de la guerra com a director d'orquestra. Va ajudar a moltes operetes a l'èxit, incloent el 1937 la Maske in Blau de Fred Raymond i el 1940 Frauen im Metropol de Ludwig Schmidseder al Metropol. Només després de tancar el teatre el 1944, quan fou incorporat al servei del Reichsrundfunk Berlin, va compondre de nou música de cinema.
El 1945/46 va treballar com a director de música lleugera a Radio Hamburg amb llicència britànica, a partir del 1947 va ser director i cap de l'orquestra de ràdio de Múnic per a la recentment fundada emissora de ràdio Radio Munich, de la qual posteriorment va sorgir la "Bayerischer Rundfunk". Fins a la seva jubilació, el 1968, va dirigir l'orquestra i sovint va actuar com a director convidat d'altres emissores. Després va treballar principalment per a ZDF en la reconstrucció o nova versió de la vella música de cinema mut. Schmidt-Boelcke va ser guardonat amb la Creu Federal del Mèrit a la Cinta el 1974 i el 1980 va rebre la Cinta de Cinema d'Or per molts anys de treball destacat en el cinema alemany.
Schmidt-Boelcke va deixar enrere un gran nombre d'enregistraments com a director d'orquestra, inclosos els segells Odeon, Electrola i Eurodisc. Està enterrat al cementiri de Feldmoching.

## Premis
- German Film Award: Premi Especial per la Contribució Destacada al Cinema Alemany

## Enregistraments en vinil
- SARPE, "Los Tesoros de la Música Clásica". Rapsodia en Blue; Un americano en París de George Gershwin / Ferde Grofé; Orquesta Sinfónica de Berlín, dirigida per / Werner Schmidt-Boelcke, piano Willi Stech. [Album3811380] (1980).[cal citació]

## Filmografia bàsica
| - 1950 Glück muß man haben - 1950 Gefährliche Jagd (Documentary) - 1946 Peter Voss, der Millionendieb - 1945 Der Mann im Sattel - 1945 Der Erbförster - 1935 J'aime toutes les femmes - 1934 Die Abschieds-Symphonie (Short) - 1933 Johannisnacht - 1933 Das Meer ruft - 1933 Zwei gute Kameraden - 1932 Theodor Körner - 1932 Kavaliere vom Kurfürstendamm - 1931 Yorck - 1931 Órdenes secretas - 1931 Das gelbe Haus des King-Fu - 1931 La maison jaune de Rio - 1931 Mon coeur incognito - 1930 Pension Schöller (supervising composer) - 1930 O alte Burschenherrlichkeit - 1930 Die Csikosbaroneß - 1930 Nur am Rhein... - 1930 Sei gegrüßt, Du mein schönes Sorrent - 1930 Liebe und Champagner | - 1930 In einer kleinen Konditorei - 1929 Jugendtragödie - 1929 Katharina Knie - 1929 Dich hab ich geliebt - 1929 Giftgas - 1929 Narkose (live music) - 1929 Kehre zurück! Alles vergeben! - 1929 Links der Isar - rechts der Spree - 1929 Kolonne X - 1929 Spuren im Schnee - 1929 Aufruhr im Junggesellenheim - 1929 Die keusche Kokette - 1929 S.O.S. Schiff in Not - 1929 Zhivoy trup - 1928 Liebe im Kuhstall - 1928 Schneeschuhbanditen - 1928 Mary Lou - 1928 Marquis d'Eon, der Spion der Pompadour - 1928 Der Ladenprinz - 1928 Abwege - 1928 Liebeshölle - 1928 Dos rosas rojas - 1924 El darrer home. |